# يحيى بن زكرويه
يحيى بن زكرويه (المعروف أيضًا باسمه المستعار صاحب الناقة)، كان زعيمًا قرامطيًا في البادية الشامية، في السنوات الأولى من القرن العاشر الميلادي.

## بداية تمرده
يحيى هو الابن الأكبر للزعيم القرمطي زكرويه بن مهرويه، ومن نسل الإمام الإسماعيلي السابع محمد بن إسماعيل. سُمي تيمنًا بالنبي يحيى، لكنه اتخذ أيضًا لقب صاحب الناقة، وادعى أنه المهدي المنتظر في عهده واتخذ الاسم محمد بن عبد الله. أنشأ مع شقيقه الحسين بن زكرويه قاعدة عمليات في تدمر. نجح الأخَوَان في الحصول على دعم العديد من البدو المحليين، وخاصة من بني كلب، وبالتالي اكتسبوا قوة عسكرية قوية.

## حملته في بلاد الشام ووفاته
ومن هذه القاعدة بدؤوا بشن غارات على المحافظات العباسية والطولونية في بلاد الشام، وكان لها تأثير شاسع. في عام 902، هزم القرامطة الطولونيين بقيادة طغج بن الجوف بالقرب من الرقة، وحاصروا دمشق. نجح طغج في السيطرة على المدينة وقُتِل يحيى. انتقلت القيادة إلى أخيه الحسين بن زكرويه الذي لُقِّب بـ«ذي الشامة»، وقاد القرامطة حتى هزيمته وأسره وإعدامه بعد معركة حماة في تشرين الثاني 903.

## حملة أبيه في العراق
زكرويه بن مهرويه والد الأَخَوين، تمرد أيضًا عام 906 بالقرب من الكوفة لكنه قُتل في العام التالي أثناء هجوم على قافلة الحج. وبهذه الهزائم، توقفت حركة القرامطة فعليًّا عن الوجود في الباديةالشامية، على الرغم من أن نظيراتها في إقليم البحرين (جزيرة أوال والقطيف والأحساء) ظلَّت تشكل تهديدًا نشطًا لعدة عقود قادمة.